# Museo del folclore di Loktak
Il museo del folclore di Loktak (Loktak Khunnung Pukei Lankei Shanglen) o museo del folclore di Thanga (Thanga Khunnung Pukei Lankei Shanglen) è un museo popolare nell'isola di Thanga nel lago Loktak di Manipur. Espone una collezione di manufatti artistici, culturali e storici legati al lago Loktak. Il museo conserva i costumi e le credenze popolari, le medicine popolari e la letteratura popolare associati al lago Loktak.

## Storia
Nel 2016, la famiglia Tongbram guidata da Tongbram Amarjit, ha deciso di fondare il Museo del folclore Loktak a Thanga, distretto di Bishnupur nel Manipur. Il museo è stato inaugurato da Tongbram Mangibabu, l'allora membro dell'Assemblea legislativa (MLA) del collegio elettorale dell'Assemblea di Thanga nel 2016. L'evento inaugurale è stato presieduto da K. Sushila, direttore dell'arte e della cultura del governo del Manipur.

## Collezioni
Le collezioni del museo comprendono arnesi per la pesca usati dai pescatori dei primi tempi e la letteratura sul Moirang Kangleirol sparsa nel Thanga e nelle regioni adiacenti. Ospita anche i dipinti degli esseri spirituali e mortali, nonché i tradizionali telai a mano e accessori per la tessitura artigianale.
All'interno del museo è consentito fotografare e realizzare filmati.

## Mostre
Nell'ottobre 2019 è stato organizzato il Bangla Manipuri Poetry Festival (3 ottobre-5 ottobre) in varie località del Manipur. Il secondo giorno del festival, l'evento si è svolto nel Museo del folclore di Loktak, organizzato dalla Biblioteca e centro informazioni (LIC), Kakching e Sahitya Thoupang Lup (Sathoulup), di Imphal.
Nel 2021 si è tenuta, presso il museo, la Kalen Art Exhibition. Lo scopo della mostra d'arte era quello di promuovere il patrimonio culturale e il significato del lago Loktak.
Tongbram Amarjit, il fondatore del museo ha dichiarato: "Il museo come sappiamo, è l'anima della civiltà umana e non possiamo semplicemente abbandonare le cose del passato".
Il museo aveva pianificato di organizzare la Kalen Art Exhibition, associata alla Giornata internazionale dei musei, il 18 maggio. Tuttavia, a causa della pandemia di COVID-19, l'evento programmato è stato posticipato.
Kalen è il mese lunare Meitei in cui vengono adorati gli Umang Lais. È durante questo periodo che viene celebrato, in tutto lo stato, il festival di Lai Haraoba. In associazione con questo, la Kalen Art Exhibition si è concentrata sull'ispirazione dei giovani a esplorare il patrimonio culturale del lago Loktak.